# Професионална вежливост
Професионална вежливост e традицията между лекарите взаимно да не взимат такса за лечението на членовете на своите семейства.  Целта е да се обезкуражи лекарите да лекуват членовете на собственото си семейство, което се смята за лоша практика, но в същото време целта е по този начин да се засилят връзките между самите лекари. Този обичай датира от времето на Хипократ. 